# Planaeschna celia
Planaeschna celia là loài chuồn chuồn trong họ Aeshnidae. Loài này được Wilson & Reels mô tả khoa học đầu tiên năm 2001.